# دیوانگی (ترانه میوز)
«دیوانگی» (به انگلیسی: Madness) یک ترانه از گروه موسیقی آلترنتیو راک انگلیسی میوز است. که دومین و مهمترین تک‌اهنگ ششمین آلبوم استودیی آنها قانون دوم به شمار می‌رود. این تک‌آهنگ ۱۹ هفته در چارت ترانه‌های آلترنیتو بیلبورد رتبه یک داشت و رکورد را در زمینه شکست.
«دیوانگی» در سریال‌های «ذهن‌های مجرم» و «سی‌اس‌آی: نیویورک» استفاده شده‌است.